# Kisnîțea, Krîjopil
Kisnîțea (în ucraineană Кісниця) este o comună în raionul Krîjopil, regiunea Vinnița, Ucraina, formată numai din satul de reședință.

## Demografie
Componența lingvistică a satului Kisnîțea
     Ucraineană (98,92%)
     Rusă (1,08%)
Conform recensământului din 2001, majoritatea populației satului Kisnîțea era vorbitoare de ucraineană (98,92%), existând în minoritate și vorbitori de rusă (1,08%).